# Mano Negra
Mano Negra var et fransk band med Manu Chao som sanger. Bandet blev stiftet i 1987 af Manu Chao, hans bror Antoine Chao og deres fætter Santiago Casiriego. Bandet gik i opløsning omkring 1995, men flere af bandets medlemmer havde forladt bandet allerede i 1992. 
Mano Negra blandede rock med latin og punk.
Navnet Le mano negra ("den sorte hånd") var navnet på en anarkistisk organisation i Spanien, der af den spanske regering var erklæret en terrororganisation. Det spanske politi anklagede de fleste anarkister i Spanien for at være en del af organisationen.

## Bandmedlemmer
- Manu Chao (Oscar Tramor) – forsanger, guitar (1987–1995)
- Antoine Chao (Tonio Del Borño) – trompet, sang (1987-1992)
- Santiago Casariego (Santi El Águila) – trommer, sang (1987-1993)
- Philippe Teboul (Garbancito) – percussion, sang (1989-1993)
- Daniel Jamet (Roger Cageot) – leadguitar, sang (1989-1992)
- Joseph Dahan (Jo) – bas, sang (1989-1993)
- Thomas Darnal (Helmut Krumar) – keyboards, sang (1989-1995)
- Pierre Gauthé (Krøpöl 1er) – trombone, sang (1989-1993)

## Diskografi

### Albummer
- 1988: Patchanka
- 1989: Puta's Fever
- 1991: King of Bongo
- 1994: Casa Babylon

### Liveoptagelser og opsamlinger
- 1992: In the Hell of Patchinko

### Opsamlinger
- 1991: Amerika Perdida
- 1998: Best of
- 2004: L'Essentiel

### Andre udgivelser
- 1994: Bande Originale du Livre (picture disc)
- 2001: Mano Negra Illegal (hyldestalbum)
- 2005: Out of Time (dvd)

## Hits
- "Mala vida"
- "King Kong Five"
- "King of Bongo"
- "Pas assez de toi"

1. ↑  Navnet er anført på engelsk og stammer fra Wikidata hvor navnet endnu ikke findes på dansk.
2. ↑  Navnet er anført på engelsk og stammer fra Wikidata hvor navnet endnu ikke findes på dansk.
3. ↑  Navnet er anført på engelsk og stammer fra Wikidata hvor navnet endnu ikke findes på dansk.